# Chalenata bilinea
Chalenata bilinea là một loài bướm đêm trong họ Noctuidae.